# Червені Верхи
Червені Верхи (Červené vrchy) — гірський масив в Словаччині; геоморфологічна підодиниця масиву Західні Татри. Найвища точка - гора Кресаниця  (2122 метри над рівнем моря).. Місце розташування — Пряшівський край і Татранський повіт.